# Marradi
Marradi is een gemeente in de Italiaanse provincie Florence (regio Toscane) en telt 3504 inwoners (31-12-2004). De oppervlakte bedraagt 153,9 km², de bevolkingsdichtheid is 23 inwoners per km².
De volgende frazioni maken deel uit van de gemeente: Abeto, Badia del Borgo Caset., Biforco, Campigno, Crespino, Popolano, Sant'Adriano, Val della Meta.

## Demografie
Marradi telt ongeveer 1483 huishoudens. Het aantal inwoners daalde in de periode 1991-2001 met 7,1% volgens cijfers uit de tienjaarlijkse volkstellingen van ISTAT.
| Jaar | Inwoneraantal |
| ---- | ------------- |
| 1991 | 3895          |
| 2001 | 3617          |

## Geografie
De gemeente ligt op ongeveer 328 m boven zeeniveau.
Marradi grenst aan de volgende gemeenten: Borgo San Lorenzo, Brisighella (RA), Dicomano, Modigliana (FC), Palazzuolo sul Senio, Portico e San Benedetto (FC), San Godenzo, Tredozio (FC), Vicchio.

## Geboren
- Gualtiero Bassetti (1942), geestelijke en kardinaal